# César Ross
César Ross Orellana (Santiago, 4 de abril de 1962) es un historiador, profesor e investigador chileno, galardonado con el Premio Nacional de Historia en 2024.

## Trayectoria
Profesor de historia y geografía de la Universidad Metropolitana de Ciencias de la Educación (1989); Magíster en Historia (1996) y doctor en Estudios Americanos mención Relaciones Internacionales de la Universidad de Santiago de Chile (2005). Con jerarquía de Profesor Titular, es académico del Instituto de Estudios Avanzados (IDEA) de la Universidad de Santiago de Chile (USACH). En el 2021 fue vicerrector de Vinculación del Medio de la USACH.
Fue integrante del Grupo Historia de Fondo Nacional de Desarrollo Científico y Tecnológico (Fondecyt) en el período 2012-2013 y Director del mismo grupo durante el año 2014.
Desde 2010 a 2021 fue director del doctorado en Estudios Americanos de la Universidad de Santiago de Chile y desde junio del 2014 ha sido Director del Chilean Korean Study Center Program (ChKSCP) de la misma Universidad, entidad creada gracias a un proyecto que el propio Ross ganó en Corea del Sur, con el financiamiento de Korean Studies Promotion Service.

## Algunas de sus obras
- 2024. Chile en los albores de la Guerra Fría: contexto, teoría e ideas. Santiago: Editorial Universidad de Santiago de Chile.
- 2023. Chile and Asia. Essays on the History of International Affairs. Santiago: Ariadna.
- 2020. A 45 años del Golpe de Estado en Chile: Entre la persistencia de la banalidad del mal y el brutalismo modernizador. En Mutti, Gastón [et al.]  Los dilemas de la democracia en América del Sur: evaluación de sus perspectivas. Rosario: UNR editora, pp. 276-302
- 2020. Chile and China, 2000–2016: The Humming Bird and the Panda, en Bernal Meza, Raúl y Li, Xing, China–Latin America Relations in the 21st Century. The Dual Complexities of Opportunities and Challenges, Boston: Palgrave
- Ross, C., & Álvarez, R. (Eds.). (2019). Corea del Sur y América del Sur: Más allá del comercio Santiago: CHKSCP-USACH.
- Kabunda, Mbuyi y Ross, César editores (2018). Tránsitos materiales e inmateriales entre África, Latinoamérica y el Caribe, Santiago: Ariadna Ediciones.
- Ross, César y Álvarez, Rodrigo editores (2018) Corea del Sur y América del Sur: Lecciones de dos trayectorias. Santiago: CHKSCP-USACH
- Artaza Mario y Ross César editores (2015). La Política Exterior de Chile, 1990-2009: Del aislamiento a la integración global. Vol. II. Santiago: RIL Editores – USACH
- Artaza Mario y Ross César editores (2012). La Política Exterior de Chile, 1990-2009: Del aislamiento a la integración global. RIL Editores/USACH
- Ross, César y Devés, Eduardo (2009). Las ciencias económico-sociales latinoamericanas en África Sudsahariana, Santiago-Chile, Ariadna Ediciones.
- 2007. Chile y Japón, 1973-1989: de la incertidumbre a la alianza estratégica. Santiago: coedición LOM y Universidad de Santiago de Chile.
- 2003. Poder, Mercado y Estado: Los bancos en Chile en el siglo XIX. Santiago: LOM Ediciones, Universidad Arturo Prat.

## Premios y distinciones
En 2024 se hizo acreedor del Premio Nacional de Historia de Chile en reconocimiento de sus investigaciones, estudios, aportes y difusión de temas relacionados sobre Historia Económica, Política Internacional y las Relaciones internacionales de Chile.